# GOM Player
GOM Player (Gretech Online Movie Player или Guruguru Online Movie Player) — бесплатный медиаплеер для Windows. Отличительные особенности: способность проигрывать большинство медиафайлов без необходимости в сторонних кодеках (встроенная поддержка большинства популярных кодеков); способность проигрывать повреждённые файлы и недозагруженные файлы; богатые возможности по настройке. Плеер поддерживает снимок кадра, запись звука, субтитры. Позволяет копировать параметры видео и аудио в буфер обмена. Программа разрабатывается южнокорейской компанией Gretech Corporation.
Плеер доступен на английском, корейском, японском, китайском и русском языках.
Корейский хангыль символ gom (곰), означает «медведь» (熊), именно поэтому в качестве логотипа GOM Player использует медвежью лапу.
Версия 2.1.16.4635 — последняя совместимая с процессором K6-2+ фирмы AMD.
Версия 2.1.43.5119 — последняя совместимая c Windows 98 и Windows 98SE. 
Начиная с версии 2.1.9, имеет поддержку воспроизведения DVD.
1 июля 2009 года вышел первый релиз с русскоязычным интерфейсом и панелью инструментов для браузеров Яндекс.Бар.
В версии 2.1.47.5133 устранён недостаток—теперь работа программы в ОС, в которой включена опция DEP, происходит корректно.